# Pan Tadeusz (ścieżka dźwiękowa)
Pan Tadeusz – muzyka Wojciecha Kilara do filmu Pan Tadeusz Andrzeja Wajdy. Album wydany w 1999 roku przez Pomaton EMI.
Nagrań utworów 1-12 i 14-15 przeprowadzono w grudniu 1998 roku w Sali Koncertowej NOSPR (wówczas WOSPR) w Katowicach, realizator – Beata Jankowska - Burzyńska, współpraca – Jacek Kuśmierczyk. Nagrania utworu 13 dokonano w lipcu 1998 roku w Studio S4 Polskiego Radia w Warszawie, realizator – Dariusz Szweryn. Utwory 17 i 18 zostały nagrane w lipcu 1999 roku w Studio M1 Polskiego Radia w Warszawie, realizator – Tadeusz Mieczkowski.
Na płycie znajduje się także piosenka "Soplicowo" w wykonaniu Grzegorza Turnaua i Stanisława Sojki – utwór ten promował film w mediach. Płyta zawiera też fragment "Inwokacji" (16), recytowaną przez Krzysztofa Kolbergera.
Nagrania uzyskały status platynowej płyty.

## Twórcy
- Narodowa Orkiestra Symfoniczna Polskiego Radia w Katowicach
- Antoni Wit - dyrygent
- Joanna Dziewior - flet
- Jerzy Kotyczka - obój
- Zbigniew Kaleta - klarnet
- Marek Barański - fagot
- Antoni Adamus - trąbka
- Wiesław Grochowski - waltornia
- Damian Walentek - waltornia
- Adrian Ticman - waltornia
- Rudolf Brudny - waltornia
- Eugeniusz Mańczyk - fortepian i czelesta

- Grzegorz Turnau - śpiew, fortepian
- Stanisław Sojka - śpiew
- Mariusz Pędziałek - obój
- Mariusz Ziętek - waltornia
- Marta Stanisławska - cymbały
- Jacek Królik - gitara akustyczna
- Robert Kubiszyn - gitara basowa
- Sławomir Berny - perkusja, instrumenty perkusyjne, kotły

- Zespół Muzyki Dawnej

## Lista utworów
PAN TADEUSZ
| 1.  | "Inwokacja"            | 2:13  |
|     |                        |       |
| 2.  | "Polowanie"            | 1:31  |
|     |                        |       |
| 3.  | "Echo"                 | 0:59  |
|     |                        |       |
| 4.  | "Świątynia dumania"    | 4:34  |
|     |                        |       |
| 5.  | "Mrówki"               | 1:51  |
|     |                        |       |
| 6.  | "Tadeusz i Zosia"      | 2:06  |
|     |                        |       |
| 7.  | "Rok 1812"             | 2:29  |
|     |                        |       |
| 8.  | "Tomasz, karabelę!"    | 1:38  |
|     |                        |       |
| 9.  | "Zaścianek"            | 0:39  |
|     |                        |       |
| 10. | "Bitwa"                | 2:43  |
|     |                        |       |
| 11. | "Śmierć Jacka Soplicy" | 1:08  |
|     |                        |       |
| 12. | "Tadeusz i Telimena"   | 1:11  |
|     |                        |       |
| 13. | "Koncert Jankiela"     | 1:15  |
|     |                        |       |
| 14. | "Kochajmy się"         | 6:27  |
|     |                        |       |
| 15. | "Polonez"              | 4:41  |
|     |                        |       |
| 16. | "Inwokacja"            | 3:00  |
|     |                        |       |
|     |                        | 38:25 |
|     |                        |       |
SOPLICOWO
| 17. | "Soplicowo"                           | 4:47  |
|     | - Leszek Aleksander Moczulski - słowa |       |
| 18. | "Soplicowo - wersja instrumentalna"   | 4:48  |
|     |                                       |       |
|     |                                       | 09:35 |
|     |                                       |       |